# Каміла Багінскайте
Каміла Багінскайте (лит. Kamilė Baginskaitė; 24 квітня 1967, Вільнюс) — американська шахістка, гросмейстер серед жінок і тренер.
В шахи навчилась грати у 8 років від батька, шахову школу почала відвідувати в 10 років. У 15 років стала наймолодшою чемпіонкою Литви. 1986 року посіла 3-тє місце (після Ільдіко Мадл і Світлани Пруднікової) на чемпіонаті світу з шахів серед юніорок до 20 років, що проходив у її рідному місті Вільнюсі. Наступного року здобула перемогу на аналогічному змаганні в Багіо і за це досягнення їй присудили звання міжнародного майстра серед жінок. Чемпіонат 1987 року став лише її другим міжнародним змаганням і першим за межами Радянського Союзу.
1997 року переїхала до Сан-Франциско. Вивчала дизайн у Литві та США і має ступінь магістра в галузі історії мистецтва. У шлюбі з Алексом Єрмолинським, з яким познайомилася на шаховій олімпіаді 1996 у Єревані. Мають двоє дітей: сина на ім'я Ед (17 травня 1998) і доньку на ім'я Грета (21 серпня 2003).
2000 року виграла чемпіонат США серед жінок разом з Еліною Гроберман. Оскільки Багінскайте перемогла (2-0) Гроберман на тай-брейку, то вона кваліфікувалася на чемпіонат світу серед жінок 2001, що проходив у Москві, де досягла 1/8 фіналу. На той час це було найбільше досягнення американських шахісток на чемпіонатах світу від найпершого турніру 1927 року. У 1/8 фіналу поступилась Сюй Юйхуа на тай-брейку.
Протягом багатьох років була активною учасницею командних змагань. Виступала за збірну Литви на 1-й шахівниці на шахових олімпіадах 1994 і 1996. Потім представляла збірну США на шахових олімпіадах 2000 — 1-ша шахівниця і 2002 — 2-га. Щоб потрапити на олімпіаду 2006 в американській команді вже була сильна конкуренція, і тому Багінскайте змогла виступити лише на резервній шахівниці.